# Miguel Albaladejo
Luis Miguel Albaladejo (Pilar de la Horadada, Alicante; 20 de agosto de 1966) es un director y guionista de cine español.

## Biografía
Estudió Ciencias de la Imagen en la Universidad Complutense de Madrid (1984-1990) y también cursó estudios sobre cine en el Centro de Artes TAI.
Fue asistente de producción en filmes como El sueño del mono loco (Fernando Trueba, 1989) y Las cartas de Alou (Montxo Armendáriz, 1990), y ayudante de dirección en Todos a la cárcel (Luis García Berlanga).
Su pasión por el cine le viene de su infancia y adolescencia, pues su familia tenía un cine y su hermano mayor era el programador. Esto hizo que Albaladejo ocupara su juventud viendo películas de Buñuel, Bertolucci, Kubrick, Pasolini, Woody Allen, Truffaut y Fassbinder, entre otros grandes nombres de los años 1970.

## Filmografía
- La vida siempre es corta (1994, cortometraje).
- Sangre ciega (1994): Cortometraje con Geli Albaladejo.
- La primera noche de mi vida (1998)
- Manolito Gafotas (1999): basada en el personaje de Elvira Lindo.
- Ataque verbal (2000)
- El cielo abierto (2001): ganadora del premio a la Mejor Película del V Festival Latino de Los Ángeles. Premio Goya al mejor actor secundario (Emilio Gutiérrez Caba).
- Rencor (2002): ganadora del premio Goya a la mejor actriz revelación (Lolita Flores).
- Cachorro (2004)
- Volando voy (2006)
- Nacidas para sufrir (2009)
- Carmina (2012)
- Vive cantando (2013-2014) Serie de TV
- La que se avecina (2015-Actualidad) Serie de TV

## Premios
Medallas del Círculo de Escritores Cinematográficos
| Año  | Categoría            | Película                    | Resultado |
| ---- | -------------------- | --------------------------- | --------- |
| 1998 | Mejor guion original | La primera noche de mi vida | Ganador   |